# 利夫 (喬治亞州)
利夫（英語：Leaf）是位於美國喬治亞州懷特縣的一個非建制地區。該地的面積和人口皆未知。

## 地理
利夫的座標為34°34′28″N 83°39′40″W / 34.57444°N 83.66111°W，而該地的平均海拔高度為428米（即1404英尺）。